# Гонконгский международный литературный фестиваль
Гонконгский международный литературный фестиваль (англ. The Hong Kong International Literary Festival) проводится ежегодно с 2001 года, осенью. В фестивале принимают участие писатели из разных стран, пишущие на английском языке, а также переводчики на английский язык.

## О фестивале
Фестиваль знакомит читателя с художественными и документальными литературными произведениями, научно-популярной литературой, сценариями. Всё это может быть как написано на английском языке, так и переведено на него.
Гостями фестиваля в разные годы становились Шеймас Хини, Луи де Берньер, Колм Тойбин, Юн Чжан, Янн Мартел, Ма Цзянь, Го Сяолу, Син Кёнсук и многие другие.
Организацией проведения фестиваля занимается специально созданная некоммерческая организация Гонконгский международный литературный фестиваль лимитед, которая также ежегодно проводит Фестиваль юного читателя. Руководителем организации является Пол Там.